# Humonegro
Humonegro es un cómic italiano dibujado y escrito por Carlo Peroni, quien firma como Perogatt, publicado actualmente en la revista II Piccolo Missionario, y en algunas revistas de América del Sur. Originalmente se llama Nerofumo.

## Argumento
Humonegro es un joven africano que protagoniza varias aventuras ambientadas en el continente negro. En casi todos los episodios también aparece el Padre Adrián, un sacerdote misionero de barba blanca, a quien Humonegro a menudo ayuda a resolver problemas. Un gran amigo suyo es un bebé elefante llamado Timbo.

## Nacimiento del personaje
Humonegro nació en Italia en la década de 1960.
El padre Bonfatti, un fraile comboniano, había escrito una serie de cuentos que fueron publicados en el semanario Il Vittorioso; Carlo Peroni estaba pensando en crear las ilustraciones y, como era habitual entonces, incluso los títulos dibujados. Peroni, sin embargo, cometió un error en una historieta: escribió "Il cacciatore di mustang" (El cazador de mustang) en lugar de "Il domatore di mustang" (El domador de mustang).
Bonfanti se enfadó por este error que había cambiado completamente el significado de su historia. Se entrevistó con Peroni y, como penitencia, le pidió que hiciera un historieta de forma gratuita para el periódico que los padres combonianos había creado para los jóvenes: Il Piccolo Missionario (El Pequeño Misionero, o Aguiluchos, como es conocido en el mundo de habla hispana).
Peroni ideó la historieta pensando en componer un personaje fácil de dibujar: los brazos y las piernas eran lineales. Dado que la historia (donde incluía al personaje del Padre Adriano, miembro de la congregación) agradó a Bonfanti, Peroni pudo continuar con ella, pero ya remuneradamente (aunque con un pago simbólico).

## Humonegro en el extranjero
Desde aquel entonces, Peroni creó numerosas historias sobre Humonegro, que luego fueron traducidas a lenguas africanas y castellano (enfocado al público sudamericano adolescente).
En México y Perú este personaje es muy conocido. Además de las traducciones, se han publicado historietas adicionales a las italianas porque diversos dibujantes realizan las suyas propias con la aprobación de Peroni. Uno de ellos incluso intentó hacer una en 3D que luego envió a Peroni para su aprobación, pero fue rechazado por el poco parecido al Humonegro original.